# Iberisk los
Iberisk los (Lynx pardinus) er et dyr i kattefamilien. Den iberiske los bliver 85-110 cm lang med en hale på 13 cm og vejer 10-13 kg. Den kaldes også panterlos og er mere tydeligt plettet end den europæiske los. Den lever i begrænsede dele af Spanien samt ganske få individer i Portugal. I alt omfatter arten i dag blot omkring 150 voksne individer (2012).
I Portugal opførte man i 2009 et reservat med henblik på at redde den iberiske los. Centret skulle huse 16 iberiske losser doneret af Spanien, som har et lignende center i nærheden af byen Doñana i Sydspanien.
Bestanden er i 2020 vokset til 855.

## Ekstern henvisning
- Artikel: Sidste udkald for den iberiske los

| Dyr | Spire Denne artikel om dyr er en spire som bør udbygges. Du er velkommen til at hjælpe Wikipedia ved at udvide den. |